# ويليام بايلي
ويليام بايلي هو سياسي كندي، ولد في 24 ديسمبر 1879، وتوفي في 5 نوفمبر 1955.